# Jean-Baptiste de Chateaubriand
Pour les articles homonymes, voir Chateaubriand.
Pour les autres membres de la famille, voir Famille de Châteaubriant.
Jean-Baptiste de Châteaubriand, comte de Combourg, né le 23 juin 1759 et mort guillotiné le 22 avril 1794 à Paris, est un aristocrate et militaire français. Fils de René-Auguste de Chateaubriand, il est le frère aîné de l'écrivain François-René de Chateaubriand. Il est guillotiné avec sa femme, son beau-père Louis Le Peletier, sa belle-mère et le père de celle-ci, Chrétien Guillaume de Lamoignon de Malesherbes.

## Biographie

### Magistrat puis militaire
Jean-Baptiste Auguste de Chateaubriand naît le 23 juin 1759 et il est baptisé à Saint-Malo. Il est fils de René-Auguste de Chateaubriand (1718-1786), comte de Combourg, et d'Appoline Jeanne Suzanne de Bédée (1726-1798). Il est le frère aîné et le parrain de l'écrivain François-René de Chateaubriand.

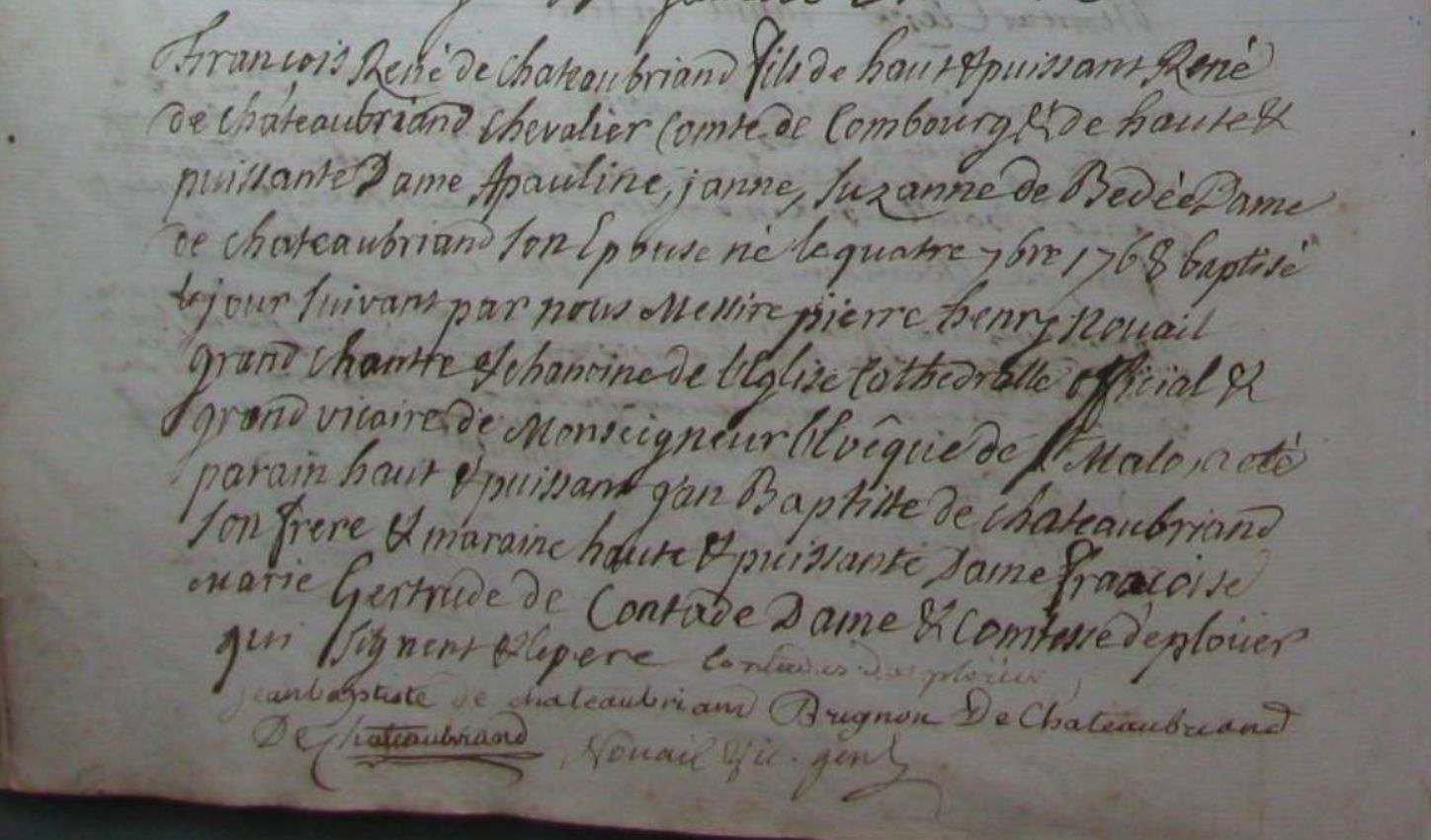
Acte de baptême de François-René de Chateaubriand, 5 septembre 1768. Parrainage et signature de Jean-Baptiste de Chateaubriand

Il est d'abord magistrat, conseiller originaire au Parlement de Bretagne le 24 février 1779, puis maître des requêtes du 26 juillet 1786 à sa démission en 1787.
À la mort de son père le 6 septembre 1786, il reçoit en tant que fils aîné et selon la coutume de Bretagne, les deux tiers du patrimoine.
Il entame ensuite une carrière militaire, sur les instances du grand-père de sa femme, l'ancien ministre Malesherbes. Il est sous-lieutenant au régiment de Condé-Infanterie le 18 décembre 1787 puis capitaine au régiment de Royal-Infanterie en 1788. 
Il tente ensuite, sans avoir le temps d'y parvenir, d'obtenir un poste dans une ambassade.

### Émigré puis guillotiné
Pendant la Révolution, il part d'abord en émigration avec son frère le 15 juillet 1791. Installé à Bruxelles, il devient l'aide de camp de Charles-Philippe de Montboissier, mari de sa tante.
Il revient en France soit à la demande du grand-père de sa femme, l'ancien ministre Malesherbes à la fin de l'année 1792 soit sur ordre des princes de la famille royale en septembre 1793 pour protéger la reine Marie-Antoinette. 
Une lettre apparemment rédigée par Jean-Baptiste de Chateaubriand à la prison de Bicêtre le 12 décembre 1793 et destinée à sa femme raconte que, venant de Bruxelles, il a été arrêté en septembre à Bapaume avec deux autres nobles, déguisés comme lui en marchands. Ils avaient pour mission secrète de délivrer la reine ou de faire durer son procès, comme la lettre l'explique : « J'appris qu'un tribunal de sang s'occupait définitivement du jugement de notre malheureuse souveraine. Les Princes [...] firent le choix de plusieurs gentilshommes [...] qu'ils chargèrent de la commission importante de partir pour Paris [...] pour faire durer le plus qu'il serait possible l'instant qu'ils redoutaient, de ne rien épargner pour cela ». Selon cette lettre, il est d'abord emprisonné à la prison de La Force puis à celle de Bicêtre. 
Ce complot n'est pas autrement prouvé mais est plausible. Toutefois, son frère l'écrivain François-René de Chateaubriand n'évoque pas cet épisode dans ses Mémoires d'outre-tombe, ce qu'il aurait certainement fait s'il l'avait connu. La belle-famille de Jean-Baptiste de Chateaubriand est arrêtée dans leur château de Malesherbes le 17 ou le 19 décembre 1793 et on pense habituellement que lui aussi. Il y a donc une contradiction en ce qui concerne la date de l'arrestation de Jean-Baptiste de Chateaubriand.
Quoi qu'il en soit des circonstances précises de son arrestation, Jean-Baptiste de Chateaubriand est traduit devant le Tribunal révolutionnaire pour conspiration contre le peuple français et intelligence avec l'ennemi. Il est condamné à mort le 22 avril 1794 et guillotiné le jour même à Paris, place de la Révolution, l'actuelle place de la Concorde. Il est guillotiné le même jour que sa femme, sa belle-mère et le père de cette dernière, son beau-père ayant subi le même sort deux jours auparavant,. Jean-Baptiste de Chateaubriand est inhumé à la chapelle expiatoire avec sa femme.

### Mariage et descendance
Le 27 novembre 1787, Jean-Baptiste de Chateaubriand épouse Aline Thérèse Le Peletier de Rosanbo, née à Paris le 26 février 1771 et guillotinée avec son mari le 22 avril 1794. Elle est la fille de Louis Le Peletier, marquis de Rosanbo, président à mortier au Parlement de Paris, né en 1747 et guillotiné le 20 avril 1794, et d'Antoinette Marguerite Thérèse de Lamoignon (1756-1794), elle-même fille de l'ancien ministre Chrétien Guillaume de Lamoignon de Malesherbes, tous deux guillotinés le 22 avril 1794.
Ils ont deux fils :
- Geoffroy Louis de Chateaubriand, comte de Chateaubriand et de Combourg, né le 13 février 1790 et mort au château de Malesherbes le 14 octobre 1873, colonel, pair de France[9] ;
- Antoine Christian de Chateaubriand, né à Paris le 27 avril 1791 et mort à Turin le 6 juin 1843, officier puis jésuite[8].

Après l'exécution de leurs parents, les deux jeunes enfants, qui perdent aussi en quelques jours leurs grands-parents maternels et leur arrière-grand-père, sont élevés par leur tante maternelle Louise Madeleine Le Peletier de Rosanbo et son mari Hervé Clérel de Tocqueville, avec leurs propres enfants, dont Alexis de Tocqueville.